# 天津华瑞德足球俱乐部
天津华瑞德足球俱乐部，2013年10月19日成立于天津武清，以天津泰达梯队为班底，因中国足协未通过其中乙参赛申请，在一年无球可踢的情况下，于2014年12月31日解散。

## 详情
球队先后在海南、昆明进行了两个月左右的冬训备战，然而因在主场申报时间上晚于中国足协规定的2014年2月20日而遭到了拒绝。
按照惯例，参加中乙的各俱乐部在向足协递交大部分材料后，可以得到20天左右的缓冲时间，但是此次中国足协进行了严格的时间控制，虽然球队在3月初已备齐了全部材料，并经过天津市各级职能部门协调，中国足协仍然坚持不允通过。
为保持球员状态，球员被免费租借到各级联赛。

## 球员去向
1  卢哲宇 保定容大
2  杨泽翔  保定容大
3  刘青
5  姜卫鹏  延边富德
6  贾玉栋  宁夏山屿海
7  韩财    保定容大
8  赵英杰 天津泰达
9  张洪斌  天津泰达梯队教练
10 余学毅 天津泰达预备队
11 范志强  南通支云
14 宋起    镇江文旅
15 王宝达  天津泰达预备队
16 谢洪岩
17 吕毅
18 王浩君
19 庞磊
20 杨晓乐
21 崔凯瑞  哈密尔顿流浪者
22 高启明  天津泰达
23 吴鹏    天津泰达预备队
24 杜君鹏  陕西大秦之水
25 董伟    瑞云泓华青训教练
26 王秋明 河北华夏幸福
27 向鑫    武汉楚风合力
28 古金金  退役